# Amata flavoanalis
Amata flavoanalis är en fjärilsart som beskrevs av Adalbert Seitz 1926. Amata flavoanalis ingår i släktet Amata och familjen björnspinnare. Inga underarter finns listade i Catalogue of Life.